# Samir El Moussaoui
Pour les articles homonymes, voir Moussaoui.
Samir El Moussaoui, né le 17 septembre 1986 à La Haye, est un footballeur néerlando-marocain.

## Carrière
- 2005-06 : ADO La Haye ( Pays-Bas)
- 2006-07 : ADO La Haye ( Pays-Bas)